# 1982-es Fiatal Zenészek Eurovíziója
Az 1982-es Fiatal Zenészek Eurovíziója volt az első Fiatal Zenészek Eurovíziója, melyet az egyesült királyságbeli Manchesterben rendeztek meg. A pontos helyszín a Free Trade Hall volt. A döntőre 1982. május 11-én került sor.

## A helyszín és a verseny
Az első verseny pontos helyszíne az egyesült királysági Manchesterben található Free Trade Hall volt.
| Egyesült Királyság Manchester |

A műsorvezető, Humphrey Burton három nyelven (angolul, franciául és németül) vezette a műsort.
A győztes az elismerés mellett ezer font pénzjutalmat is kapott.
Érdekesség, hogy az 1982-es Eurovíziós Dalfesztivált is Németország nyerte. Az, hogy egy évben egy ország két eurovíziós versenyt is megnyert, legközelebb 2014-ben fordult elő, amikor Ausztria a Eurovíziós Dalfesztiválon és a Fiatal Zenészek Eurovízióján is diadalmaskodott.

## A résztvevők
Az első verseny mezőnyét kilenc ország (Ausztria, Dánia, az Egyesült Királyság, Finnország, Franciaország, Norvégia, Németország, Svájc és Svédország) hat zenésze alkotta.
Dánia, Finnország, Norvégia és Svédország közös indulót küldött a versenyre.

## Zsűri
- Argeo Quadri (Zsűrielnök)
- Hans Heinz Stuckenschmidt
- Frans Vester
- Gerhard Wimberger
- Miguel Ángel Estrella
- Éric Tappy
- Jean-Claude Casadesus
- Miša Maiskis
- Alun Hoddinott
- Carole Dawn Reinhart
- Gunnar Rugstad

## Döntő
A döntőt 1982. május 11-én rendezték meg kilenc ország részvételével. A végső döntést a szakmai zsűri hozta meg.
| #  | Ország             | Zenész           | Hangszer | Darab (Szerző)                                          | Helyezés |
| -- | ------------------ | ---------------- | -------- | ------------------------------------------------------- | -------- |
| 01 | Egyesült Királyság | Anna Markland    | zongora  | Piano Concerto No.2 (Sergey Rachmaninov)                | —        |
| 02 | Franciaország      | Paul Meyer       | klarinét | Clarinet Concerto No.2 (Carl Maria von Weber)           | 2.       |
| 03 | Norvégia[1]        | Atle Sponberg    | hegedű   | Violin Concerto No.1 (Niccolò Paganini)                 | —        |
| 04 | Svájc              | Bertrand Roulet  | zongora  | Piano Concerto No.2 (Dmitrij Dmitrijevics Sosztakovics) | 3.       |
| 05 | Ausztria           | Leonhard Kubizek | klarinét | Clarinet Concerto (Wolfgang Amadeus Mozart)             | —        |
| 06 | Németország        | Markus Pawlik    | zongora  | Piano Concerto No.1 (Felix Mendelssohn Bartholdy)       | 1.       |

↑ 1: Dánia, Finnország, Norvégia és Svédország ebben az évben közösen nevezte indulóját. A versenyen a zenész a norvég színeket képviselte.

## Közvetítő országok
- Ausztria — ORF
- Egyesült Királyság — BBC
- Franciaország — TF1
- Norvégia — NRK
- Németország — ZDF
- Svájc — SRG SSR

## Térkép

Részt vevő országok